# Guido Milana

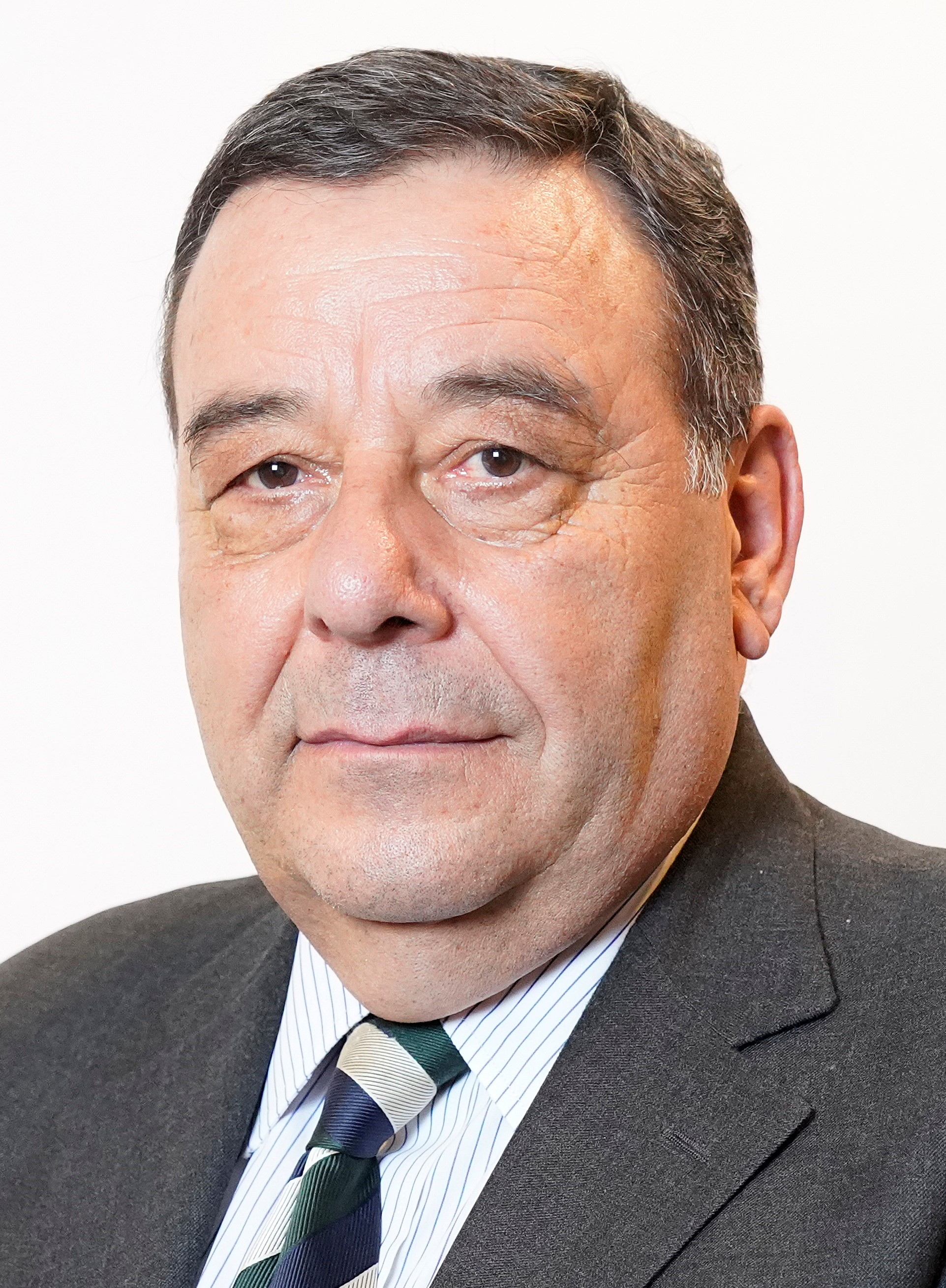
Guido Milana, 2020

Guido Milana (* 2. März 1954 in Rom) ist ein italienischer Politiker des Partito Democratico.

## Leben
Von 1996 bis 2005 war er als verantwortlicher Redakteur der Zeitschrift Cinque (lokale Selbstverwaltung) tätig. Milana studierte 2005/2006 Stadt- und Raumplanung an der Universität Cassino. Seit 2009 ist er Abgeordneter im Europäischen Parlament.

## Preise und Auszeichnungen
- Ritter der Italienischen Republik, 1992
- Offiziersorden der Italienischen Republik, 1996
- Großes Bundesverdienstkreuz (9. September 2008)[1]